# Aprophata semperi
Aprophata semperi là một loài bọ cánh cứng trong họ Cerambycidae.